# Ciprés Calvo del Estanque del Palacio de Cristal

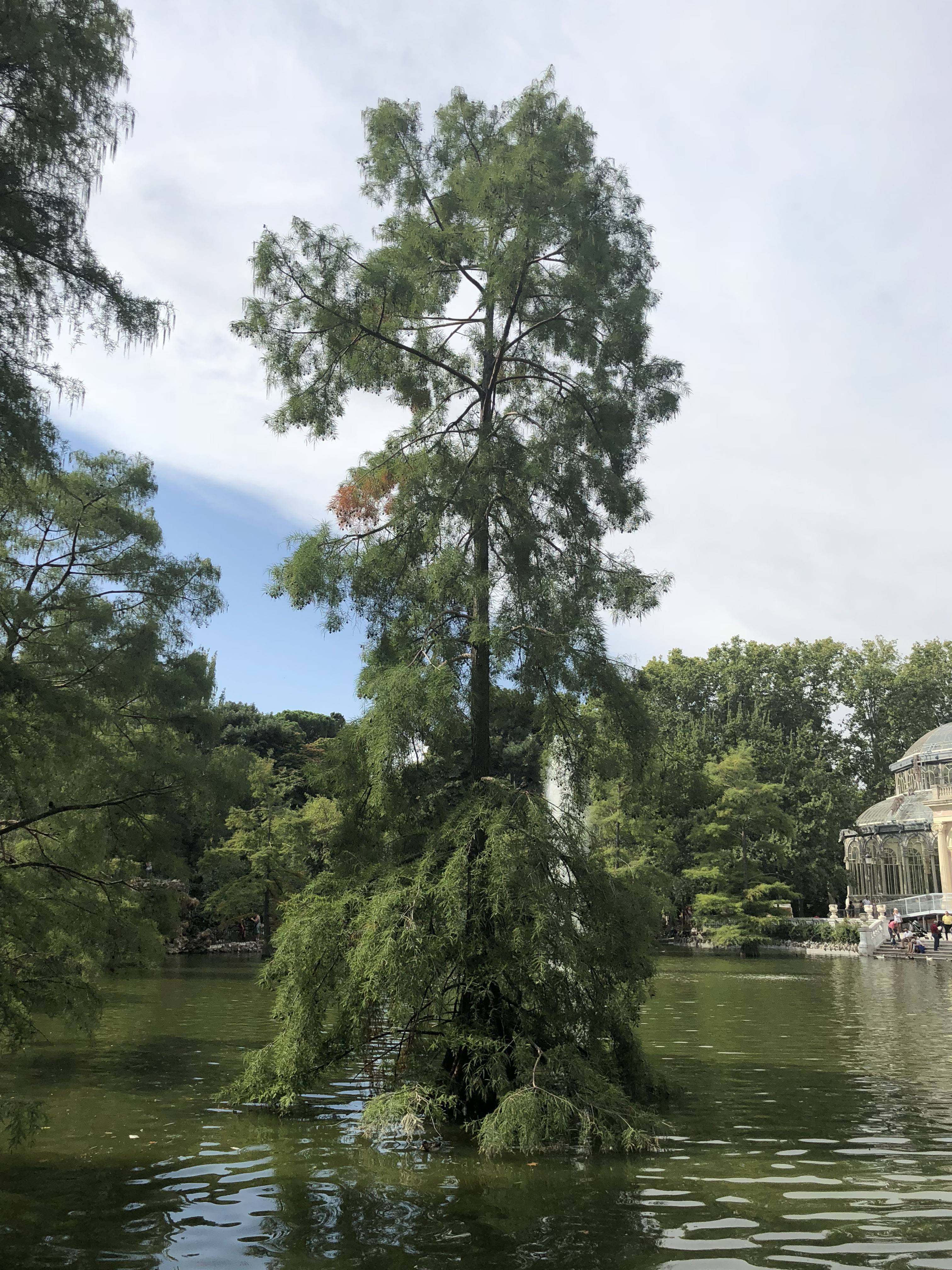
El Ciprés Calvo.

El Ciprés Calvo del Estanque del Palacio de Cristal (Taxodium distichum) o Ciprés de los Pantanos es uno de los árboles del Parque del Retiro de Madrid catalogado con protección dentro de los árboles singulares de la Comunidad de Madrid. Está integrado en el Paisaje de la Luz, un paisaje cultural declarado Patrimonio de la Humanidad el 25 de julio de 2021.

## Descripción
Su nombre científico Taxodium distichum, recuerda su parentesco con otro árbol del Parque del Retiro, el Ahuehuete del Buen Retiro (Taxodium mucronatum). Taxodium, proviene del griego táxos: tejo y odes: semejanza haciendo referencia a su parecido con otro árbol, el tejo (Taxus baccata); y distichum procede del griego distichos, colocado en dos filas, indicando la disposición de las hojas en la rama. 
El Ciprés Calvo es una de las pocas coníferas de hoja caduca. Estas tienen forma de aguja, aplanadas y aparecen en dos filas. Son color verde claro pero antes de caer adquieren un tono marrón-rojizo que proporciona al árbol un aspecto otoñal. Florece en marzo-abril apareciendo en el mismo árbol las flores femeninas y masculinas que producen una pequeña piña de forma esférica, de unos 2-3 centímetros de diámetro en cuyo interior aloja pequeños piñones de forma triangular. Es un árbol de crecimiento lento que puede alcanzar los 500 o 600 años de vida y necesita estar bien soleado. Esta especie es originaria del Sureste de los Estados Unidos, y se encuentra en suelos con la capa freática elevada, en los pantanosos y en las orillas de los ríos. En su hábitat natural, crece en zonas encharcadas pero también se adapta a terrenos secos siempre que sus raíces tengan agua permanentemente.
Pese a su nombre popular, no tiene nada que ver con los cipreses. Los nombres comunes, ciprés de los pantanos y ciprés calvo, tienen que ver con el lugar en que vive y con el hecho de que, a diferencia del ciprés, se desprende de sus hojas, quedando las ramas al descubierto durante el invierno. En condiciones favorables puede llegar a una altura de 30 a 45 metros. Tiene el tronco recto y la copa de forma piramidal, sobre todo en los ejemplares jóvenes. La madera es ligera, de color rojo oscuro, fácil de trabajar y muy duradera. Es utilizada para construcciones a la intemperie o en contacto con el agua: cubas, tanques de agua, barcos; y también en ebanistería.
Una característica típica de estos árboles es el engrosamiento de la parte inferior del tronco es la aparición a su alrededor de apéndices leñosos que salen del suelo, superan el nivel del agua y pueden llegar a alcanzar el metro de altura. Son los neumatóforos, una prolongación de las raíces, huecos por dentro, que permiten obtener el necesario complemento de oxígeno por encima del nivel del agua.

### Presencia de la especie en Madrid
El Ciprés Calvo del Estanque del Palacio de Cristal tiene una edad aproximada de 100 años y se encuentra una altitud que ronda los 667 metros. Está plantado dentro del Estanque del Palacio de Cristal y todos los ejemplares que lo rodean son coetáneos, pero el singular está situado al este y presenta mejor estado de conservación. Emergiendo del agua y junto con el propio Palacio de Cristal del Retiro, es una atractivo tanto por el conjunto en sí, como por el cambio de colorido que sus hojas. El Ciprés Calvo es uno de los árboles incluidos en la Senda Botánica del Retiro.
La presencia de esta especie en Madrid es muy escasa y solo los del estanque tienen relevancia. Dentro del recinto del Retiro existe uno más, dentro de los Jardines de Cecilio Rodríguez, en un alcorque seco junto a un pequeño estanque. Otros ejemplares de esta especie se pueden encontrar en diferentes jardines particulares de Madrid, como los que se encuentran en la zona ajardinada de la calle García de Paredes haciendo esquina con el Paseo de la Castellana.